# Charallave
Charallave é uma cidade da Venezuela localizada no Estado de Miranda. Charallave é a capital do município de Cristóbal Rojas.